# Operaator Kõps seeneriigis
Operaator Kõps seeneriigis (zu deutsch „Kameramann Kõps im Reich der Pilze“) ist der Titel eines estnischen Puppentrickfilms aus dem Jahr 1964.

## Handlung
Der Film beginnt in der Werkstatt für Puppen. Die frisch hergestellte Puppe ist der junge und neugierige Kameramann Kõps. Im Laboratorium von Professor Metsatark filmt er die dortigen Pilze. Auf der Suche nach weiterem Material erlebt er in den estnischen Wäldern, bei seiner Reise ins märchenhafte Land der Pilze, spannende Abenteuer. Auch von einem Wolkenbruch lässt sich Kõps nicht abschrecken. Er erfährt viel über die Pilzwelt der estnischen Heimat. Durch den Zeitraffer kann Kõps das schnelle Wachstum der Pilze darstellen. Natürlich geht es auch um die Unterscheidung zwischen essbaren und giftigen Pilzen. Am Ende bereitet er sich selbst eine schmackhafte Pilzmahlzeit zu.

## Produktion
Regisseur des Kinderfilms war Heino Pars (* 1925). Neben spannender Unterhaltung für Schulkinder verfolgt der Film deutlich erkennbar auch einen didaktischen Zweck.
Der Film wurde 2005, zum achtzigsten Geburtstag des Regisseurs, durch die Tallinner Filmproduktion NUKU Film in Zusammenarbeit mit der niedersächsischen Firma trickWILK restauriert und digitalisiert. Der Film ist auf DVD erhältlich.

## Weitere Folgen
Der Film war der erste einer Serie von insgesamt vier Puppentrickfilmen von Heino Pars um die zentrale Figur, den Kameramann Kõps. Es folgten Operaator Kõps marjariigis (1965), Operaator Kõps üksikul saarel (1966) und Operaator Kõps kiviriigis (1968).